# Véronique Vigneron
Pour les articles homonymes, voir Vigneron (homonymie).
Véronique Vigneron est une judokate française.

## Carrière
Véronique Vigneron est médaillée de bronze dans la catégorie des plus de 72 kg aux Championnats d'Europe féminins de judo 1981 à Madrid et aux Championnats d'Europe féminins de judo 1982 à Oslo. Elle est ensuite médaillée d'argent dans la catégorie des moins de 72 kg aux Championnats d'Europe féminins de judo 1983 à Gênes et médaillée de bronze dans cette même catégorie aux Championnats du monde de judo 1984.